# Bilanga
Bilanga è un dipartimento del Burkina Faso classificato come comune, situato nella provincia di Gnagna, facente parte della Regione dell'Est.
Il dipartimento si compone del capoluogo e di altri 66 villaggi: Balamanou, Banga, Bartiboagou, Benhourgou, Bilamperga, Bilamperga-Peulh, Bilanga-Peulh, Bilanga-Yanga, Bilanga-Yanga Peulh, Bossongri, Botou, Boungou, Bourpangou, Cissa, Diamdiara, Diamdoari, Diankoudoungou, Diapoadougou, Diela, Dipienga, Dola, Doundougou, Fétary, Garpieni, Gomonsgou, Gninsonguin, Guinoama, Harboungou, Hartery, Kabaré, Karbani, Kiryomdéni, Kogodou, Koguina, Kolonkomi, Koulmasga, Moadéga, Moaka, Nagniangou, Ougarou, Pantanloana, Paparcé, Papayenga-Diambanga, Piaga, Pissi, Pognankanré, Sabra, Sagadou, Saougou, Sebga, Sékouantou, Soultenga, Tampédou, Tampiokin, Tanibiaga, Thimborgou, Tiapaga, Tiguili, Tindané, Tobou, Tobou-Peulh, Tohogodou, Yacabé, Yassoumbaga, Yougpangou e Yougpankoudougou.